# Liste der Biografien/Davu
Liste der Biografien |
Portal Biografien |
Personensuche
# |
A |
B |
C |
D |
E |
F |
G |
H |
I |
J |
K |
L |
M |
N |
O |
P |
Q |
R |
S |
T |
U |
V |
W |
X |
Y |
Z |
?
 
Da |
Db |
Dc |
Dd |
De |
Dg |
Dh |
Di |
Dj |
Dk |
Dl |
Dm |
Dn |
Do |
Dq |
Dr |
Ds |
Du |
Dv |
Dw |
Dy |
Dz
 
Daa |
Dab |
Dac |
Dad |
Dae |
Daf |
Dag |
Dah |
Dai |
Daj |
Dak |
Dal |
Dam |
Dan |
Dao |
Dap |
Daq |
Dar |
Das |
Dat |
Dau |
Dav |
Daw |
Dax |
Day |
Daz
 
Dava |
Davd |
Dave |
Davi |
Davl |
Davo |
Davr |
Davs |
Davu |
Davy
Die Liste der Biografien führt alle Personen auf, die in der deutschsprachigen Wikipedia einen Artikel haben. Dieses ist eine Teilliste mit 5 Einträgen von Personen, deren Namen mit den Buchstaben „Davu“ beginnt.

## Davu

### Davud
- Davudova, Mərziyyə (1901–1962), aserbaidschanisch-sowjetische Theater- und Filmschauspielerin und Volkskünstlerin der UdSSR (1949)

### Davul
- Davulis, Tomas (* 1975), litauischer Arbeitsrechtler und Verfassungsrichter
- Davuluri, Nina (* 1989), US-amerikanische Schönheitskönigin und Miss America 2014

### Davut
- Davutoğlu, Ahmet (* 1959), türkischer Politiker, PolitikwissenschaftlerAhmet Davutoğlu (* 1959)

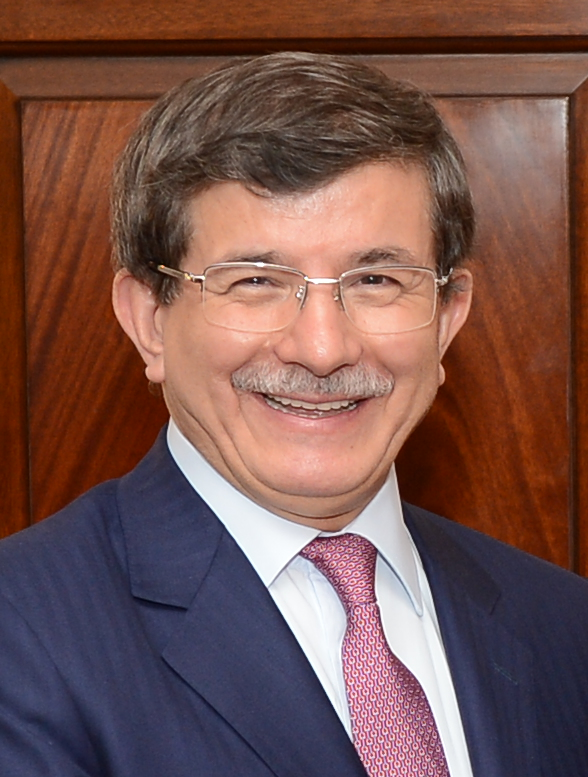
Ahmet Davutoğlu (* 1959)

- Davutoğlu, Ali (* 1961), türkischer Diplomat